# The Baroness and the Butler
The Baroness and the Butler é um filme de comédia romântica estadunidense de 1938 dirigido por Walter Lang, baseado na peça Jean de László Bús-Fekete. O filme é estrelado por William Powell e Annabella.

## Elenco
- William Powell como Johann Porok
- Annabella como Baronesa Katrina Marissey
- Helen Westley como Condessa Sandor
- Henry Stephenson como Conde Albert Sandor
- Joseph Schildkraut como Barão Georg Marissey
- J. Edward Bromberg como Zorda
- Nigel Bruce como Major Andros
- Lynn Bari como Klari
- Maurice Cass como locutor de rádio
- Ivan F. Simpson como Conde Dormo
- Alphonse Ethier como Presidente
- Claire Du Brey como Martha